# 복종
복종(服從, obedience)은 인간행위에서 사람이 권위가 있는 실체로부터의 명시적인 지시나 명령에 항복하는 사회 영향의 한 형태이다. 유의어로 순종(順從)이라고도 한다. 복종은 일반적으로 상호 간에 의해 영향이 미치는 행위인 준수, 다수의 의견을 일치시키는 행위인 동조와는 구별된다. 문맥에 따라 도덕적으로, 부도덕적으로, 초도독적으로 비칠 수 있다.
인간은 어떻게 나치즘이 일반인을 홀로코스트의 대량 학살에 참여시켰는지를 알아내고자 스탠리 밀그램이 수행한 1960년대의 밀그램 실험에서 나타난 바와 같이 법적으로 인식되는 권위있는 인물의 존재에 복종하는 것으로 간주되어 왔다. 이 실험은 권위에 대한 복종이 예외가 아닌 규범이었다. 복종과 관련하여 밀그램은 "복종은 시사 가능한 사회생활구조의 기초이다. 일부 권위 체계는 모든 공동 생활의 필수 요건"이라고 언급하였다. 비슷한 결론이 스탠퍼드 감옥 실험에서 도달되었다.

## 같이 보기
사람의 경우:
- 시민 불복종
- 공의존
- 동조
- 이인증
- 효
- 편견
- 서브미션
- 미신
- 테러리즘

동물의 경우:
- 조련사
- 순치 (경주마)